# Liga Profesional Femenina de Fútbol de Colombia
In der Liga Profesional Femenina de Fútbol de Colombia (span. für Profiliga des Frauenfußballs von Kolumbien) wird seit 2017 die nationale Meisterschaft der Frauenfußballvereine von Kolumbien ausgetragen. Organisiert wird sie von der Clubvereinigung DIMAYOR.
Der Gewinn des in der Liga ausgespielten kolumbianischen Meistertitels ist mit der Qualifikation zum kontinentalen Wettbewerb um die Copa Libertadores Femenina verbunden. Seit der ersten Meisterschaftssaison 2017 firmiert die Liga unter dem offiziellen Sponsorennamen Liga Águila Femenina.

## Geschichte
Vor dem Jahr 2017 hat es in Kolumbien keinen landesweit organisierten Frauenfußball gegeben, lediglich auf regionaler Ebene sind diverse Wettkämpfe ausgetragen wurden. Um einen nationalen Vertreter für die seit 2009 von der CONMEBOL ausgetragene Copa Libertadores Femenina zu ermitteln sind von 2010 bis 2015 die Pokalwettbewerbe um die Copa Pre-Libertadores de Colombia ausgetragen wurden, die damit eine Art Quasimeisterschaft darstellten und die alle von CD Formas Íntimas aus Medellín gewonnen werden konnten.
Für die Bewerbung um die Fußball-Weltmeisterschaft der Frauen 2023 hat die FIFA gegenüber dem kolumbianischen Verband FCF die Einführung eines professionell organisierten Meisterschaftswettbewerbs für Frauenmannschaften zur Bedingung erklärt. Unter der Federführung der DIMAYOR ist deshalb ab 2016 die Organisierung eines landesweiten Ligaformats aufgenommen wurden, das erstmals in der ersten Jahreshälfte 2017 ausgetragen werden konnte.
Das erste Tor der Meisterschaftshistorie ist von der Kolumbianerin Marcy Cogollos am 17. Februar 2017 für Cortuluá gegen Deportivo Pasto erzielt wurden.

## Meisterliste
| Saison | Meister                | Vizemeister            | Torschützenkönigin                                                               | Tore |
| ------ | ---------------------- | ---------------------- | -------------------------------------------------------------------------------- | ---- |
| 2017   | Independiente Santa Fe | Atlético Huila         | Manuela González (Atlético Bucaramanga)                                          | 13   |
| 2018   | Atlético Huila         | Atlético Nacional      | Oriana Altuve (Independiente Santa Fe)                                           | 16   |
| 2019   | América de Cali        | Independiente Medellín | Linda Caicedo (América de Cali) Joemar Guarecuco (Cortuluá)                      | 7    |
| 2020   | Independiente Santa Fe | América de Cali        | Ysaura Viso (Independiente Santa Fe)                                             | 13   |
| 2021   | Deportivo Cali         | Independiente Santa Fe | Catalina Usme (América de Cali)                                                  | 12   |
| 2022   | América de Cali        | Deportivo Cali         | Catalina Usme (América de Cali)                                                  | 15   |
| 2023   | Independiente Santa Fe | América de Cali        | Catalina Usme (América de Cali)                                                  | 11   |
| 2024   | Deportivo Cali         | Independiente Santa Fe | Estefanía González (Independiente Medellín) Marcela Restrepo (Atlético Nacional) | 10   |

## Weblink
- offizielle Homepage der DIMAYOR (spanisch)